# FC Callatis Mangalia
Callatis Mangalia é um clube de futebol romeno profissional da cidade de Mangalia, do distrito de Constanţa.
Fundado em 1962, atualmente disputa a 3ª divisão da Liga Nacional de Futebol da Romênia, a chamada Liga III.

## Títulos
Liga III:
- Campeões (4): 1983–84, 1987–88, 1989–90, 1998–99